# Dipartimento di Conesa
Conesa è un dipartimento argentino, situato nella parte orientale della provincia di Río Negro, con capoluogo General Conesa.
Esso confina a nord con il dipartimento di Pichi Mahuida, a est con la provincia di Buenos Aires, a sud con il dipartimento di Adolfo Alsina, a sud e a ovest con quello di San Antonio.
Secondo il censimento del 2001, su un territorio di 9.765 km², la popolazione ammontava a 6.291 abitanti, con un aumento demografico del 1,68% rispetto al censimento del 1991.
Il dipartimento, nel 2001, è composto da un solo comune, quello del capoluogo.